# Søren Abildgaard
Søren Abildgaard (Flekkefjord, 18 de fevereiro de 1718 – Copenhague, 2 de agosto de 1791) foi naturalista, escritor e ilustrador dinamarquês. 
Casou-se com Anne Margrethe Bastholm e tiveram dois filhos, Nikolai Abraham Abildgaard e Peter Christian Abildgaard.